# Bituberochernes mumae
Bituberochernes mumae es una especie de arácnido  del orden Pseudoscorpionida de la familia Chernetidae.

## Distribución geográfica
Se encuentra en Cuba y Florida en  (Estados Unidos).